# Gladde knoopjeskorst
Gladde knoopjeskorst (Bacidina chloroticula) is een korstmossoort uit de familie Ramalinaceae. De fotobiont is een chlorococcoïde alg. 

## Determinatie
Gladde knoopjeskorst is een korstvormig korstmos. Het thallus is dun en groenachtig grijs van kleur, meestal zonder schors, en kan vrijwel glad tot korrelig of hobbelig zijn. De apotheciën zijn klein, witachtig tot bleekgeel of bleekgrijs, met een plat tot licht gewelfd, ongekleurd schijfje en een lichtere, witte of zeer bleekgele rand. De asci hebben donkerblauwe kopjes met een lichte, kegelvormige top en meten (17–)21–34(–39) x 0,9–1,8 μm. De ascosporen zijn hyaliene en (0–)1–3-septaat. De pycnidiën zijn ingebed en kleurloos. De macroconidia zijn dun, gebogen en niet-gegroeid, terwijl de microconidia langwerpig zijn. Het korstmos heeft geen kenmerkende kleurreacties: K−, C−, KC−, P−, UV−.

## Ecologie
Gladde knoopjeskorst groeit meestal epilitisch op beschaduwde, vochtige standplaatsen. Daarnaast wordt de soort ook epifytisch aangetroffen op beschaduwde boomvoeten van knotwilgen, populieren en lindes. Soms is gladde knoopjeskorst ook te vinden op vochtig zwerfhout.

## Verspreiding
Gladde knoopjeskorst is in Nederland zeldzaam. Hij staat niet op de Nederlandse Rode Lijst en is niet bedreigd.